# Koyna Dam
Koyna Dam är en dammbyggnad i Indien.   Den ligger i distriktet Satara Division och delstaten Maharashtra, i den sydvästra delen av landet, 1 300 km söder om huvudstaden New Delhi. Koyna Dam ligger 648 meter över havet. Den ligger i sjön Shivajisagar Lake.
Terrängen runt Koyna Dam är kuperad. Runt Koyna Dam är det ganska tätbefolkat, med 199 invånare per kvadratkilometer. Närmaste större samhälle är Koynanagar, 1,5 km öster om Koyna Dam. I omgivningarna runt Koyna Dam växer huvudsakligen savannskog.